# Bibikovana tiptoni
Bibikovana tiptoni är en loppart som först beskrevs av Hamilton Paul Traub 1957.  Bibikovana tiptoni ingår i släktet Bibikovana och familjen Pygiopsyllidae. Inga underarter finns listade i Catalogue of Life.